# Сюрья (река)
Сюрья — река в России, протекает по Александровскому району Пермского края. Устье реки находится в 33 км от устья реки Вильвы по правому берегу. Длина реки составляет 10 км.
Исток реки в лесном массиве в 5 км к юго-западу от города Александровск. Река течёт на север и северо-запад, в среднем течении протекает посёлок Карьер Известняка. Впадает в Вильву в черте посёлка Всеволодо-Вильва. На последних километрах в черте посёлка русло реки зарегулировано.

## Данные водного реестра
По данным государственного водного реестра России относится к Камскому бассейновому округу, водохозяйственный участок реки — Кама от города Березники до Камского гидроузла, без реки Косьва (от истока до Широковского гидроузла), Чусовая и Сылва, речной подбассейн реки — бассейны притоков Камы до впадения Белой. Речной бассейн реки — Кама.
Код объекта в государственном водном реестре — 10010100912111100007390.